# РРССАМ-2
РРССАМ-2 Это вторая фаза проекта «Регулирование русла реки Сырдарья»

Сырдарья и сохранение северной части Аральского моря", проект РРССАМ-2 финансируется республиканским бюджетом и Всемирным банком реконструкции и развития. Должен включать в себя:
1) восстановление левобережного шлюза-регулятора Кызылординского гидроузла,
2) восстановление Кокаральской плотины,
3) спрямление русла реки Сырдарья на участках Корганша и Турумбет,
4) строительство защитных дамб в Казалинском и Кармакшинском районах,
5) строительство автодорожного моста около поселка Бирлик,
6) восстановление Камышлыбашской и Акшатауской озерных систем в Аральском районе,
7) реконструкция и расширение выростных прудов на участке Тастак Камышлыбашского рыбопитомника,
8) главное — координация деятельности в водной сфере всех стран Средней Азии.
На данный момент начата реконструкция Кызылординского гидроузла